# 石苞 (後趙)
石 苞（せき ほう、? - 349年）は、五胡十六国時代後趙の皇族。父は石虎。

## 生涯
中山王石虎の子として生まれた。
貪欲にして無謀な人物であったという。
333年8月、石虎は丞相・魏王・大単于となると、自らの諸子を王に封じた。この時、石苞もまた楽平王に封じられた。
337年1月、石虎が大趙天王を自称すると、石苞は楽平公に降封となった。
345年、関中の統治を任されていた義陽公石鑑（石苞の異母兄弟）は、重い労役や税を課していたので人心を失っており、さらに文武官で長髮な者の髪を抜いて冠纓を作るなど奇行を為した。その為、石虎は石鑑を更迭して鄴に呼び戻すと、代わって石苞が長安の統治を任された。
その後、天王太子石宣・右僕射張離らの画策により、石苞・秦公石韜・燕公石斌・義陽公石鑑の領する官吏は197人のみ・帳下兵は200人のみに制限された。これにより、みな恨みを抱いたという。
349年1月、石虎が帝位に即くと、石苞は楽平王に進封となった。
同月、高力督梁犢が下弁で謀反を起こすと、郡県を攻め落としながら東進し、長安に至る頃にはその数は10万にも及んだ。石苞は精鋭を全て投入してこれを迎え撃したが、敗北を喫した。彼らは長安を突破すると、潼関から洛陽目掛けて進撃した。この反乱は最終的に燕王石斌・統冠将軍姚弋仲・車騎将軍蒲洪（後の苻洪）によって鎮圧された。
その後、始平出身の馬勗もまた兵を集めて将軍を自称した。石苞はこれの討伐に向かうと、尽くを攻め滅ぼして三千家余りを誅した。
4月、石虎が崩御すると、皇太子石世（石苞の異母弟）が後を継いだが、翌月には彭城王石遵（石苞の異母兄弟）は挙兵して鄴へ入城すると、石世を廃して帝位を簒奪した。石苞は石遵により大司馬に任じられた。
6月、石苞は配下の兵を動員して鄴を攻め、石遵の廃立を目論んだ。だが、左長史石光・司馬曹曜らはこれを堅く諫めたので、石苞は激怒して石光ら100人余りを殺した。雍州の豪族はこの反乱が失敗すると考え、一斉に東晋へ使者を派遣して寝返ってしまった。その為、東晋の梁州刺史司馬勲は兵を率いて雍州へ向かうと、駱谷において後趙の長城砦を攻略し、長安から200里の所にある懸鉤に駐屯した。さらに、治中劉煥に命じて長安を攻撃させた。劉煥は後趙の京兆太守劉秀離を討ち取り、賀城を攻略した。これにより、三輔の豪族の中では郡太守や県令を殺して司馬勲に応じる者が続出した。寝返った砦の数は30に及び、総勢5万を数えた。その為、石苞は鄴攻撃を一旦中止し、麻秋・姚国らに司馬勲を防がせた。石遵もまた車騎将軍王朗へ精鋭2万を与えて救援を命じたが、本当の目的は石苞を鄴へ連行することであった。司馬勲は兵の数が少なかったので、王朗を恐れて進軍を中止した。10月、司馬勲は宛城を攻略すると、後趙の南陽郡太守袁景を殺害してから、梁州へ撤退した。こうして反乱は鎮圧されたが、石苞は鄴に連れ戻された。
11月、石遵は石苞・石鑑・汝陰王石琨・淮南王石昭らを集めて鄭皇太后の前で会議を開くと「閔（石閔）の臣下に有るまじき振る舞いが次第に明らかとなって来た。今これを誅殺したいと思うが、どう思うか」と問うと、石苞らはみな「そうすべきです！」と述べた。だが、鄭皇太后は「李城から兵を還した時、もし棘奴（石閔の幼名）が無くば、今日という日は無かったでしょう！少しの驕りは容赦なさい。どうしてすぐ殺そうとするのです！」と反対したので、取りやめとなった。
その後、石鑑は石閔へこの事を密告したので、石遵は捕らえられて処刑された。代わって石鑑が石閔により擁立され、帝位に即いた。こうして石鑑は皇帝となったものの、実権は石閔・李農に掌握されており、傀儡政権に過ぎなかった。
12月、石閔・李農の専横を恐れた石鑑は、石苞・中書令李松・殿中将軍張才に命じて琨華殿にいる石閔らへ夜襲を掛けさせた。だが、石苞らは失敗してしまい、宮中は大混乱に陥った。石鑑は石閔らの報復を大いに恐れ、この件に一切関係ないかのように振る舞い、石苞らを反逆者として弾劾した。その為、石苞はその夜のうちに西中華門において処刑された。